# 穆赫辛·雷扎伊
穆赫辛·雷扎伊（1954年9月—），一譯礼萨伊，是一名伊朗政治家、经济学家和军事指挥官，现任伊朗国家利益委员会秘书长，曾担任伊斯兰革命卫队总司令达16年。
雷扎伊曾参加2009年伊朗总统选举，不过被前任总统马哈茂德·艾哈迈迪内贾德击败。